# Invexillata
Invexillata là một chi nhện trong họ Clubionidae.

## Các loài
- I. caerulea Versteirt, Baert & Jocqué, 2010 – New Guinea
- I. maculata Versteirt, Baert & Jocqué, 2010 – New Guinea
- I. viridiflava Versteirt, Baert & Jocqué, 2010 – New Guinea